# 로렌 비트너
로런 비트너(Lauren Bittner, 1980년 7월 22일 ~ )는 미국의 배우이다.
뉴욕에서 태어났다.

## 출연 작품
- 서브직트: 아이 러브 유 (2011년) - 레나 역
- 파라노말 액티비티 3 (2011년) - 줄리 역
- 마이티 맥스 (2010년) - 메리 마가렛 오말리 역
- 신부들의 전쟁 (2009년) - 에이미 역
- 가드너 오브 에덴 (2007년)
- 블랙 도넬리 (2007년)
- 플란넬 파자마 (2006년) - 아만다 역
- 내 가족에 관한 것 (2005년)